# Aschitus itylus
Aschitus itylus är en stekelart som först beskrevs av Trjapitzin 1967.  Aschitus itylus ingår i släktet Aschitus och familjen sköldlussteklar. Inga underarter finns listade.